# Ross Mintzer
Ross Philip Mintzer, (New York, 26 de maio de 1987) é um músico norte-americano.  Em 2005, ele se apresentou no Grammy Awards, nos Estados Unidos. Ele escreveu a canção "Victory". 